# بيز بور
بيز بور (بالإنجليزية: Piz Por)‏ هو أحد جبال سلسلة جبال الألب أوبيرهالبشتين ويقع في كانتون غراوبوندن في سويسرا. يحتل المرتبة رقم 201 في قائمة جبال سويسرا من حيث الارتفاع، إذ يبلغ ارتفاعه حوالي 3028 متر، بينما يبلغ ارتفاع نتوء الجبل 733 متر، هذا وقد سجل أول وصول لقمة الجبل عام 1894.